# Dieter Bergner

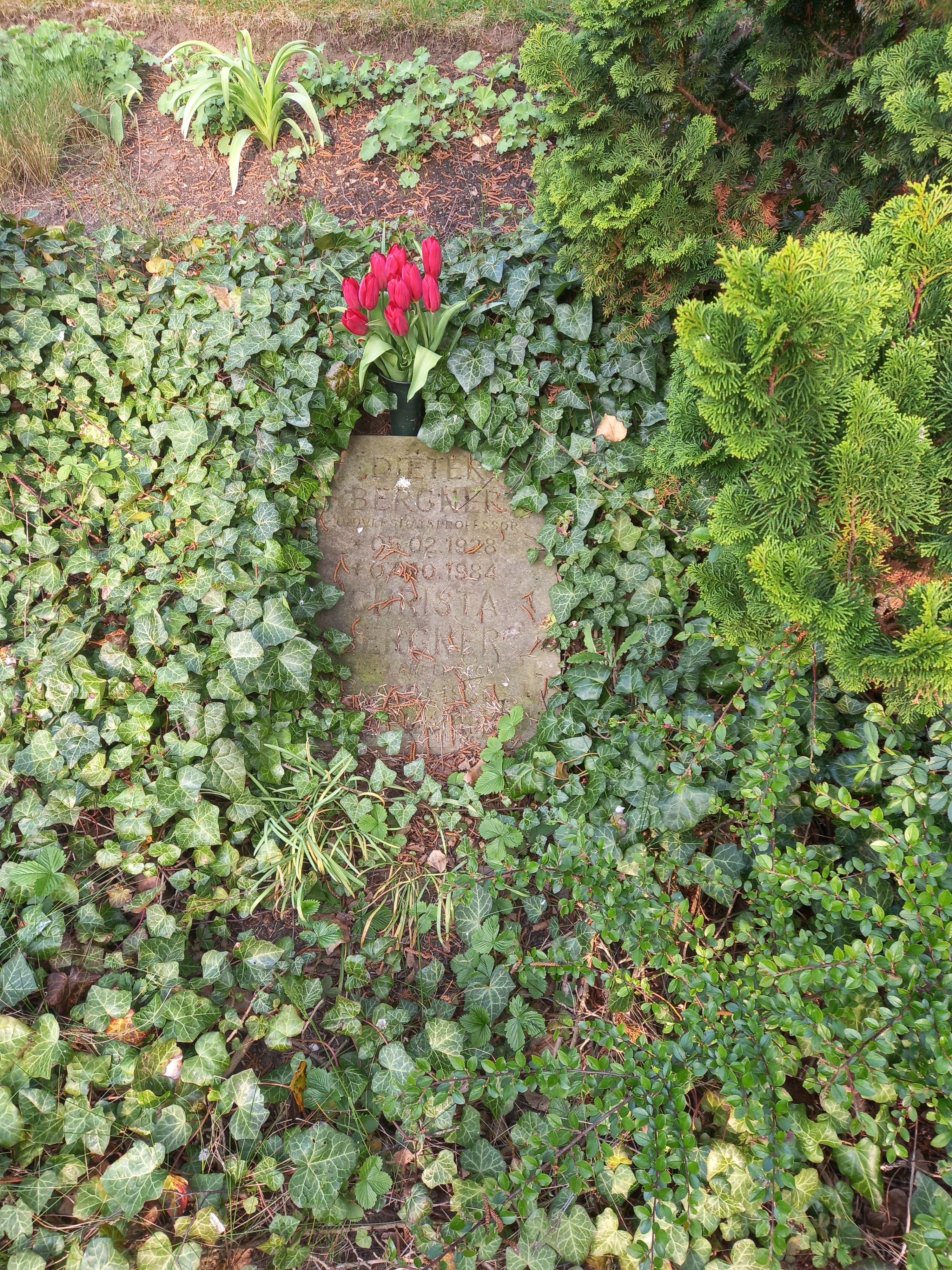
Das Grab von Dieter Bergner und seiner Ehefrau Christa auf dem Gertraudenfriedhof (Halle)

Dieter Bergner (* 5. Februar 1928 in Bautzen; † 7. Oktober 1984) war ein deutscher marxistischer Philosoph, Rektor der Martin-Luther-Universität Halle-Wittenberg und Mitglied der SED-Bezirksleitung Halle.

## Leben
Bergner, Sohn eines Arbeiters, war ab 1943 im Reichsarbeitsdienst und als Luftwaffenhelfer eingesetzt und geriet kurz vor Kriegsende in Kriegsgefangenschaft, aus der er nach dem Ende des Zweiten Weltkrieges entlassen wurde. Von 1946 bis 1948 war er Mitglied der LDP. Nachdem Bergner 1947 in Bautzen das Abitur abgelegt hatte, studierte er bis 1953 Geschichtswissenschaften im Hauptfach und Philosophie und Germanistik im Nebenfach. 1949 trat er in die SED ein.
1953 wurde Bergner Aspirant am Philosophischen Seminar der Martin-Luther-Universität in Halle (Saale) und wechselte dann mit Georg Mende an die Friedrich-Schiller-Universität Jena, wo er 1956 mit der Arbeit Die Behandlung der nationalen Frage in Deutschland durch den Patrioten Johann Gottlieb Fichte promoviert wurde. Danach wurde Bergner Lehrbeauftragter für Marxismus-Leninismus im Grundstudium in Jena.
1958 kehrte Bergner an die Universität Halle zurück und wurde zum Professor für dialektischen und historischen Materialismus berufen. Bis 1968 war er zudem Direktor des Instituts für Philosophie. 1969 wurde Bergner mit Texten auf dem Gebiet Analyse und Kritik der bürgerlichen Philosophie und Ideologie der Gegenwart habilitiert und zum Professor für Geschichte der Philosophie berufen.
Von 1972 bis 1977 war er Dekan der Philosophischen Fakultät und dann bis 1980, als Nachfolger von Eberhard Poppe, Rektor der Universität Halle.
Von 1971 bis 1984 war Bergner Mitglied der SED-Bezirksleitung Halle.
Bergner war verheiratet und hatte drei Kinder.

## Schriften
Bergner ist Herausgeber zahlreicher philosophiehistorischer Schriften unter anderem über Johann Gottlieb Fichte, Immanuel Kant, Ludwig Feuerbach und Franz Mehring.
- Bergner, Dieter: Neue Bemerkungen zu J. G. Fichte. Berlin 1957.
- Bergner, Dieter; Jahn, W.: Der Kreuzzug der evangelischen Akademie gegen den Marxismus. Berlin 1960.
- Bergner, Dieter; Mocek, R.: Bürgerliche Gesellschaftstheorien. Berlin 1976.
- Bergner, Dieter; Mocek, R.: Philosophie und Lebensanspruch im Weltbild gesellschaftstheoretischen Denkens der Neuzeit. Berlin 1986.